# Lubawa
Lubawa est une ville de Pologne, située au nord du pays, dans la voïvodie de Varmie-Mazurie. Elle constitue une gmina urbaine du powiat d'Iława.